# Луї Паульсен
Луї Паульсен (нім. Louis Paulsen; 15 січня 1833, маєток Нассенгрунд, поблизу Бломберга — 18 серпня 1891, там само) — німецький шахіст, один з найсильніших у світі в 2-й половині XIX століття. Шаховий теоретик.

## Біографія
У родині Паульсена всі грали в шахи: батько, 3 сини та дочка (Амалія Лельман). В 1854–1860 роках Паульсен проживав у США. Учасник 1-го американського шахового конгресу (1857) — 2-е місце (після Пола Морфі); став популярним також завдяки сеансам одночасної гри наосліп (1859 року встановив світовий рекорд — 15 партій).
Результати в європейських змаганнях: Бристоль (1861) — 1-е; Лондон (1862) і Гамбург (1869) — 2-е; Баден-Баден (1870) — 5-е; Крефельд (1871) — 1-е; Відень (1873) — 5-6-е; Лейпциг (1877) і Франкфурт-на-Майні (1878) — 1-е; Лейпциг (1879) — 2-е; Брауншвейг (1880) — 1-е місця.
Матчі: проти Іґнаца Коліша (1861) — 16: 15 (+7-6 =18; визнаний таким, що завершився внічию), Адольфа Андерсена (1862) — 4: 4 (+3-3 =2; перерваний без відновлення гри), Макса Ланге (1863) — 5: 2, Ґустава Ноймана (1864) — 6½: 3½ (+5-2 =3), Андерсена (1876) — 5½: 4½ (+5-4 =1) і (1877) — 5½: 3½ (1 нічия), Адольфа Шварца (1879) — 5: 2. Останній відносний успіх — на турнірі в Бреслау (1889) — 4-7-е місця.
Висунув низку дебютних ідей — в королівському гамбіті, гамбіті Еванса, шотландській партії, захисті Філідора та інших. Багато дебютних систем Паульсена мають новаторський для того часу характер: система Паульсена в сицилійському захисті, система з ходом 3.e5 у французькому захисті та інші. Приділяв велику увагу вивченню напівзакритих і закритих дебютів, надавав важливе значення позиційним факторам і пішаковим структурам, сильно вплинув на Вільгельма Стейніца, який назвав Паульсена «піонером нової (позиційної) школи».